# Blah Blah Blah (Iggy Pop)
Blah Blah Blah è un album studio di Iggy Pop del 1986.

## L'album
Questo è il settimo album di Iggy Pop come solista e, probabilmente, con un suono più commerciale rispetto agli altri. La hit portante di questo album è Real Wild Child che ritrae uno stile puro anni ottanta.
Il brano Real Wild Child è stato usato come sigla iniziale di Last Cop - L'ultimo sbirro dalla prima fino alla quarta stagione.

## Tracce
1. Real Wild Child – 3:38
2. Baby, It Can't Fall – 4:14
3. Shades – 5:57
4. Fire Girl – 3:33
5. Isolation – 4:36
6. Cry For Love – 4:28
7. Blah-Blah-Blah – 4:32
8. Hide Away – 5:01
9. Winners And Losers – 6:18
10. Little Miss Emperor – 3:50

## Formazione
- Iggy Pop - voce
- Kevin Armstrong - chitarra, coro
- Erdal Kizilcay - sintetizzatore, basso, percussioni, coro
- Steve Jones - assolo di chitarra in Cry for Love
- David Bowie - coro